# Spilosoma tapaishani
Spilosoma tapaishani là một loài bướm đêm thuộc phân họ Arctiinae, họ Erebidae.